# (6530) Adry
(6530) Adry est un astéroïde de la ceinture principale.

## Description
(6530) Adry est un astéroïde de la ceinture principale. Il fut découvert le 12 avril 1994 à Colleverde par Vincenzo Silvano Casulli. Il présente une orbite caractérisée par un demi-grand axe de 2,66 UA, une excentricité de 0,16 et une inclinaison de 14,0° par rapport à l'écliptique.

## Compléments